# Euthalia agnis
Euthalia agnis är en fjärilsart som beskrevs av Vollenhoven 1862. Euthalia agnis ingår i släktet Euthalia och familjen praktfjärilar. Inga underarter finns listade i Catalogue of Life.